# Доходный дом Заварского

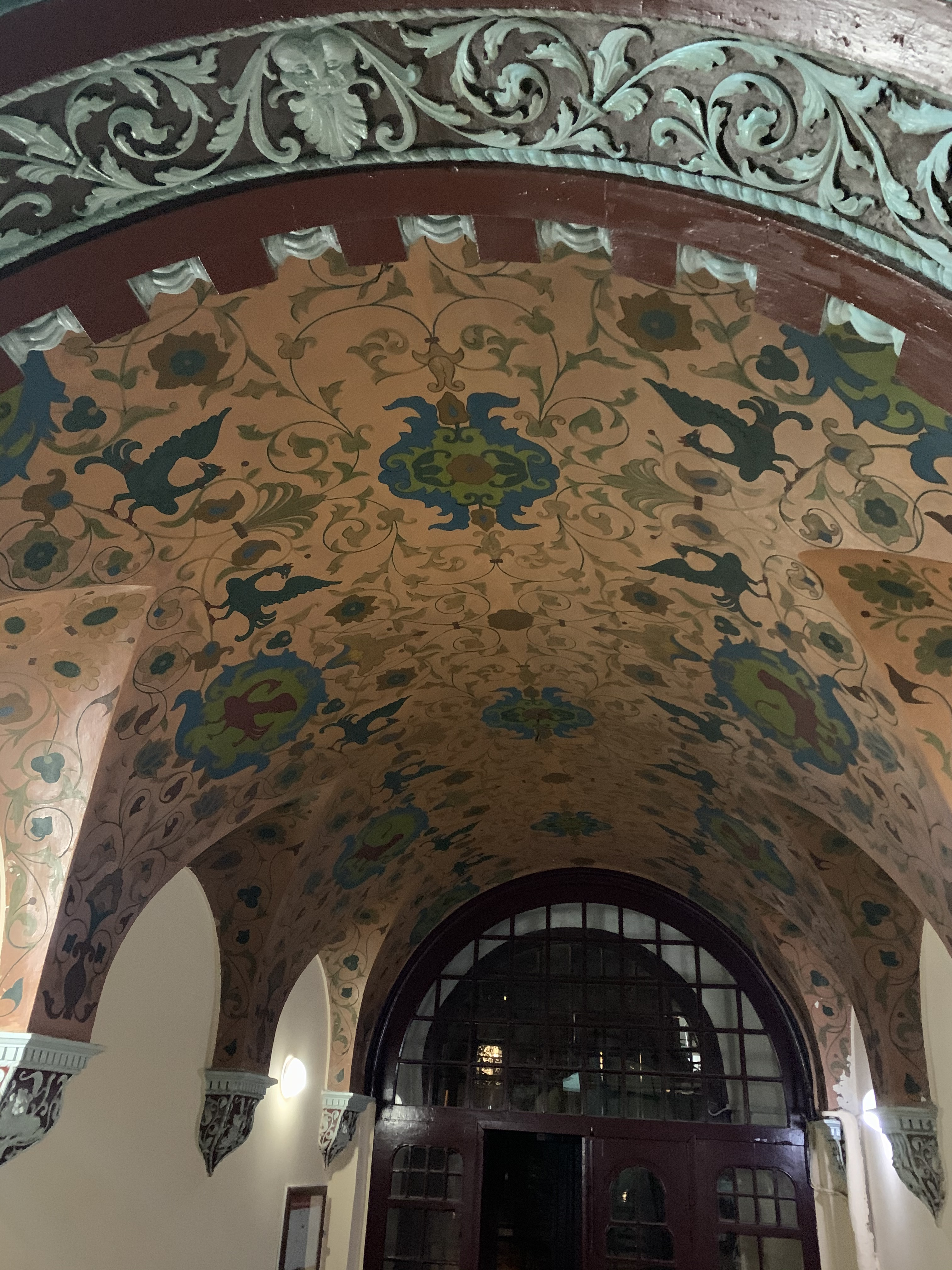
Арка в фойе (2020)

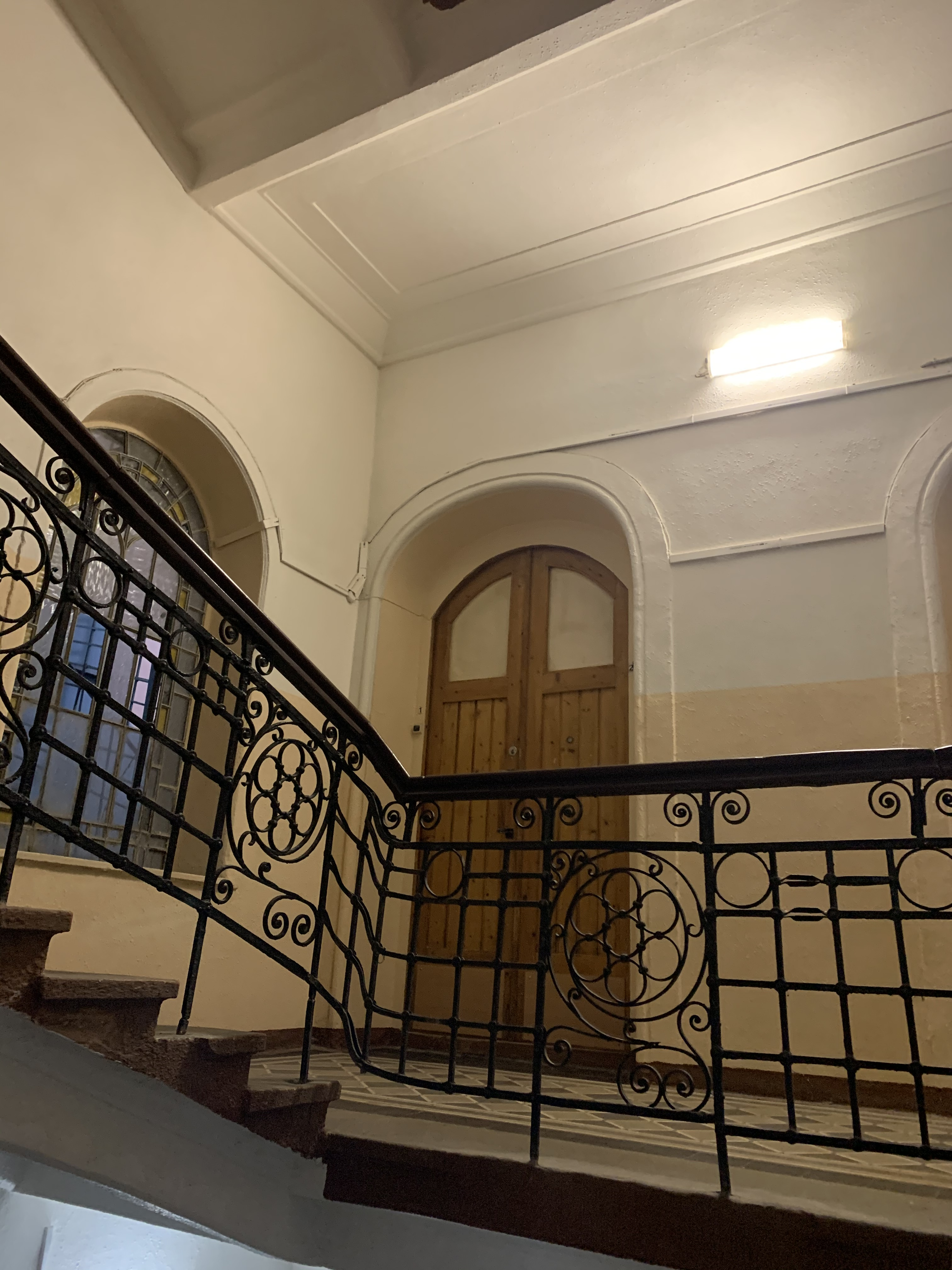
Лестница с кованными перилами (2020)

Дохо́дный до́м Па́вла Ива́новича Зава́рского — здание в Потаповском переулке Басманного района Москвы. Было построено в 1913 году на средства купца Павла Заварского и предназначалось для сдачи под наёмные квартиры. Является выявленным объектом культурного наследия Москвы.

## История
На начало XX века участки под современными домами № 10 и 12 в Потаповском переулке относились к землям городской усадьбы Головиных. В конце 1900-х годов южную её часть выкупил Павел Заварский — сын преуспевающего фабриканта, «картонного короля» Ивана Семеновича Заварского. В 1911-м на первой половине приобретённого владения построили доходный дом в неоготическом стиле (современный № 12), который впоследствии был оформлен на супругу Павла Ивановича Анастасию Георгиевну. На оставшемся участке в 1914—1916 годах возвели второй дом, также предназначенный для сдачи квартир в аренду. Руководить проектом пригласили архитектора Василия Никаноровича Волокитина.
Дом под номером 10 получил более сдержанное оформление, чем соседний 12-й: фасад в стиле модерн с рустованным первым этажом и симметрично выступающими эркерами. В отделке интерьера входной группы также доминировал модерн: в этом стиле оформлена парадная лестница с резными перилами и узорной плиткой, витражные окна пролётов. Потолок над аркой в фойе расписан в мотивах традиционной русской живописи с анималистическими и цветочными узорами. Дом строился под доходное жильё для купцов и обеспеченных горожан высших сословий, поэтому в нём появились одни из первых лифтов в городе, была проведена телефонная линия. Просторные квартиры спроектировали согласно потребностям будущих обитателей, например в каждой предусматривался музыкальный зал.
После революции здание передали под коммунальные квартиры, часть помещений перешла клубу Наркомсвязи.
При проведении капитального ремонта в 1986 году в вентиляционной шахте здания обнаружили клад: в два шерстяных чулка были спрятаны золотые монеты, драгоценности, несколько бриллиантов и 111 жемчужин.
В конце 2010-х на средства жильцов дома была выполнена реставрация внутренней отделки, восстановлены росписи фойе и витражные окна.